# 仲之國將
仲之國將（日语：仲の国将，1983年9月17日—），本名呂超，出身于中華人民共和国北京市順義區的在日中國人，前相撲力士。

## 生平
呂超是北京市顺义区人，從小學至高中一直在北京市业余体育学校學習柔道。高中畢業后，他在2001年7月前往日本。他原本的计划是到东海大学继续学习柔道。然而，抵达日本后他的体重已有124公斤，不适合练习柔道。语言学校校长吉纲正义推荐他改练相扑。然而，吕超的家人不同意。吉纲正义带着翻译亲自到北京吕家劝说吕超的家长，最终说服了吕超的父亲吕海彬。
2002年，吕超经吉纲正义推荐，進入湊部屋，师从凑光。凑光为他取名为。2002年（平成14年）7月初次比賽。
在2005年（平成17年）1月7戰全勝，3月升為幕下上位。
2011年升為十兩，成为第三位晋升十两的中国籍相扑选手（前两位为在日本出生的福建籍华侨清乃華玉譽、蒙古族人苍国来荣吉）。但在9月的比賽因腰痛等原因6連敗，之後3勝12敗，並因腰痛等原因業績低迷。在2012年（平成24年）5月引退，體重由172kg減至135kg。
他在引退後在日本從事旅行代理。

## 主要成績
- 通盤成績：218勝196敗